# Antwortpflicht der öffentlichen Verwaltung
Die Antwortpflicht der öffentlichen Verwaltung sieht eine Verpflichtung der Beantwortung von Anliegen von Institutionen und Einzelpersonen vor, zum Teil mit einer Befristung.

## Europäische Union
Für die Organe und Einrichtungen der Europäischen Union besagt der Kodex für gute Verwaltungspraxis in Artikel 17: „Der Beamte stellt sicher, dass über jedes Ersuchen bzw. jede Beschwerde an das Organ innerhalb einer angemessenen Frist unverzüglich und auf keinen Fall später als zwei Monate nach dem Datum des Eingangs entschieden wird. Die gleiche Regelung gilt für die Beantwortung von Schreiben von Einzelpersonen.“ Der Kodex setzt unter anderem das Recht auf eine gute Verwaltung in Artikel 41 der Charta der Grundrechte der Europäischen Union um.

## Bundesrepublik Deutschland
Die behördliche Auskunftspflicht ist Pflicht jeder Behörde, Auskunft über die den Beteiligten im Verwaltungsverfahren zustehenden Rechte und Pflichten zu erteilen. Sie ist in § 25 Absatz 1 Satz 2 des Verwaltungsverfahrensgesetzes (VwVfG) des Bundes und den entsprechenden Landesgesetzen geregelt.
In den Ländern bestehen Bestrebungen, in den Landesverwaltungsverfahrensgesetzen einen Anspruch des Bürgers auf Antwort der öffentlichen Verwaltung zu schaffen und diesen mit einer angemessenen Frist zu untersetzen.

## Deutsche Demokratische Republik
Nach § 7 des Gesetzes über die Bearbeitung der Eingaben der Bürger (Eingabengesetz) besaß der Bürger einen Anspruch auf eine begründete, schriftliche oder mündliche Antwort der Verwaltung zu Eingaben. Die Entscheidung war spätestens innerhalb von vier Wochen zu treffen und dem Bürger mitzuteilen.